# Ivan Lokin
Ivan Lokin (Beograd, 1970) srpski je akademski slikar.
Završio je školu za industrijsko oblikovanje u Beogradu, odsek grafike. Fakultet likovnih umetnosti studirao u klasi profesora Zorana Vukovića, profesorke Anđelke Bojović i profesora Čedomira Vasića. Na Likovnoj akademiji u Pragu studirao 1991-92, a na Akademiji lepih umetnosti u Roterdamu 1993-94 godine. Diplomirao 1999. godine na Fakultetu likovnih umetnosti u klasi profesora Čedomira Vasića i asistenta Milete Prodanovića.
Dobitnik godišnje nagrade Galerije Kolarčeve zadužbine za 2002. godinu.

## Izložbe

### Samostalne izložbe:
- 2002. mart - Galerija Kolarčeve zadužbine, Beograd.

### Grupne izložbe:
- 2004. - Radovi dobitnika godišnje nagrade Galerije zadužbine Ilije M. Kolarca;
- 2003. - Galerija Kolarčeve zadužbine, Beograd;
- 2003. - Granična područja erotike, Šok art galerija, Novi Sad;
- 2002. - Zemunski jesenji salon, galerija Stara kapetanija, Zemun;
- 2002. - Godišnja izložba galerije Kolarčeve zadužbine, Beograd;
- 2002. - Četiri bića pejzaža, galerija Stara kapetanija, Zemun;
- 2000. - Smorgasbord, multimedijalna izložba, Casa Refugio Citlaltepetl, Meksiko siti;
- 2000. - Coming out with Nick, REX -Kulturni centar B-92 i Plato, Beograd;
- 1995. - Studentski crtež, galerija Doma omladine Beograda.